# Dāvarījān
Dāvarījān (persiska: حِداريجان, بامسَر, بامسَرِ پائين, داوریجان, Ḩedārījān) är en ort i Iran.   Den ligger i provinsen Lorestan, i den centrala delen av landet, 300 km sydväst om huvudstaden Teheran. Dāvarījān ligger 1 630 meter över havet och antalet invånare är 192.
Terrängen runt Dāvarījān är huvudsakligen kuperad. Dāvarījān ligger nere i en dal. Runt Dāvarījān är det ganska tätbefolkat, med 172 invånare per kvadratkilometer. Närmaste större samhälle är Aznā, 19,8 km väster om Dāvarījān. Trakten runt Dāvarījān består i huvudsak av gräsmarker.